# エムエックス
M/X（エムエックス）は、AOKIホールディングスの事業子会社である株式会社AOKIが運営するカジュアル衣料品店。2009年9月30日までは株式会社エムエックスが運営していた。店舗は甲信・関東東部・静岡が中心である。
しかしAOKIとの合併後は、AOKIホールディングスの事業紹介から姿を消し、公式サイトも閉鎖されるなど、事業は大幅に縮小されている。

## 沿革
- 1935年 - 山梨県富士吉田市にてフルヤ洋装店を創業。
- 1952年 - 有限会社フルヤ洋装店設立。
- 1976年 - 株式会社マルフルに改組。
- 1983年 - 山梨県南都留郡河口湖町（現・富士河口湖町）に配送センターを新設し、本社を同住所に移転。
- 1990年 - 株式を店頭公開。（現在のジャスダック）
- 1992年 - ファミリーカジュアルショップ「M/X」（エムエックス）出店開始（1号店は茨城県下妻市）。
- 2007年4月 - 株式公開買い付け（TOB）によりAOKIホールディングスの子会社となる。
- 2007年6月 - 株式交換によりAOKIホールディングスの完全子会社となり上場廃止。
- 2008年3月1日 - 商号を株式会社エムエックスに変更。
- 2008年7月28日 - 本社を神奈川県横浜市都筑区へ移転。
- 2009年10月1日 - 株式会社AOKIに吸収合併され解散。